# Joachim Carlone

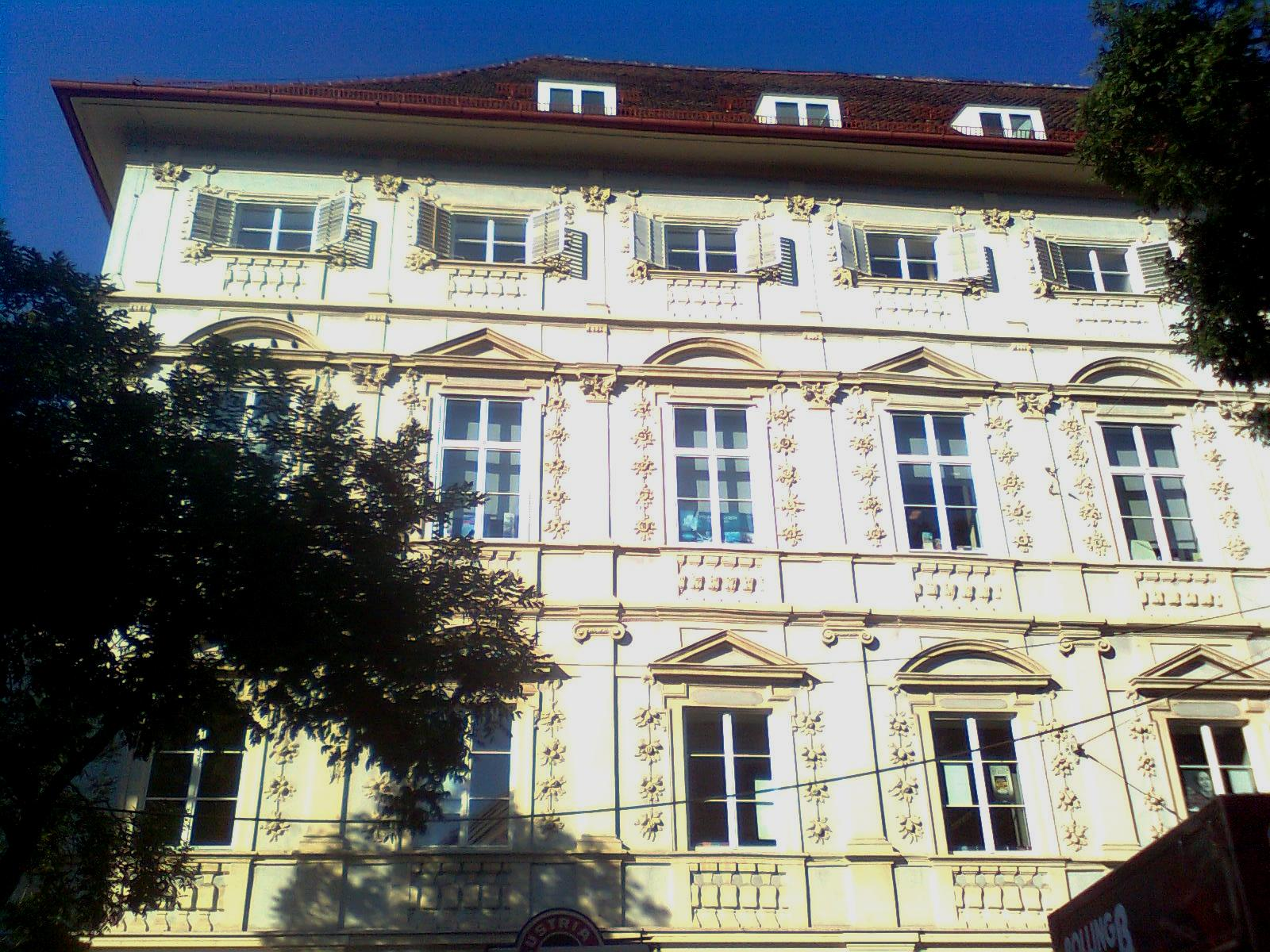
Graz Palais Welsersheimb 1689–1694

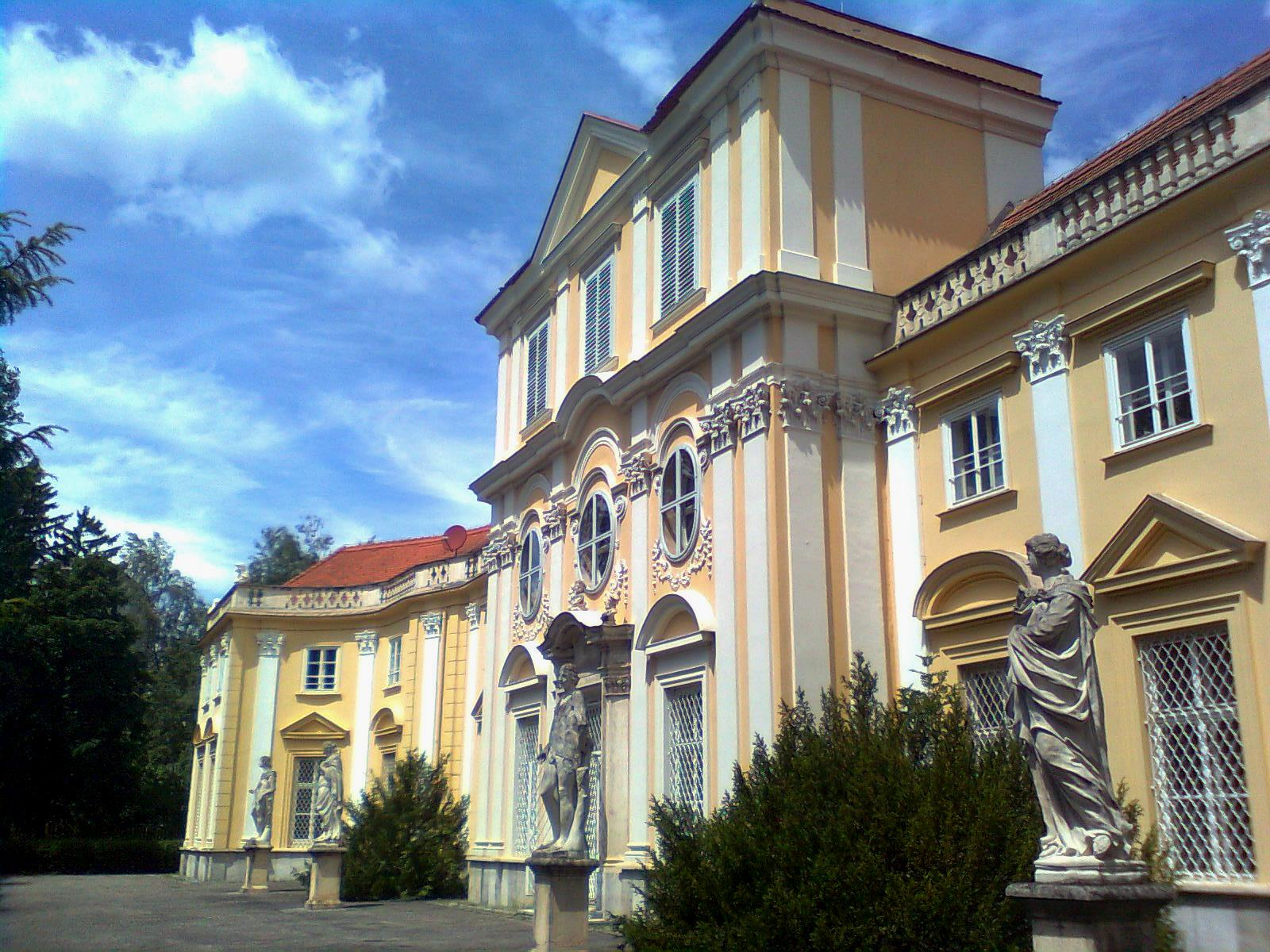
Graz Meerscheinschlössl 1689–1694

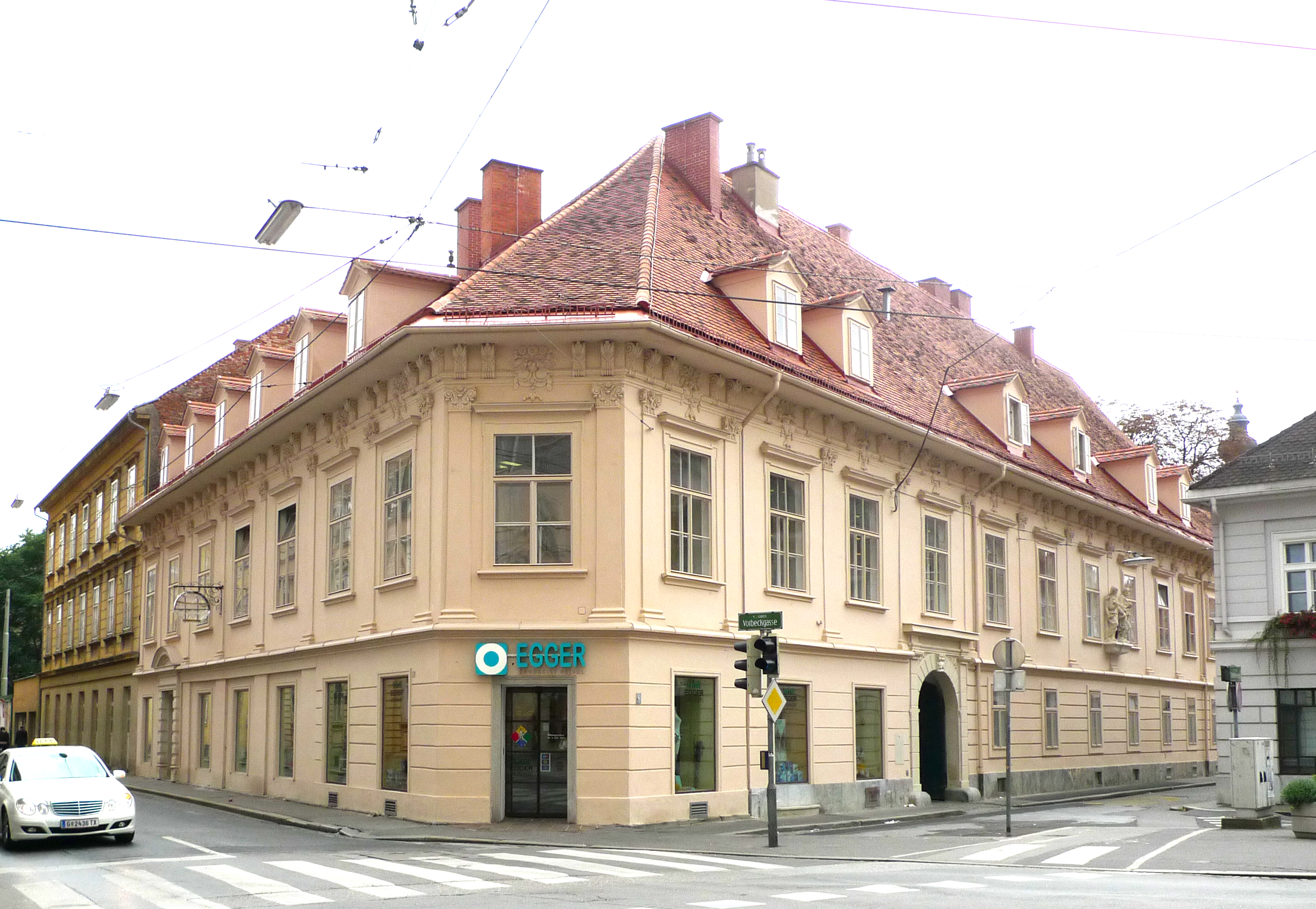
Graz Stadtpalais Gleispach, Dominikanergasse 1 „in der Art des Joachim Carlone“ 1692

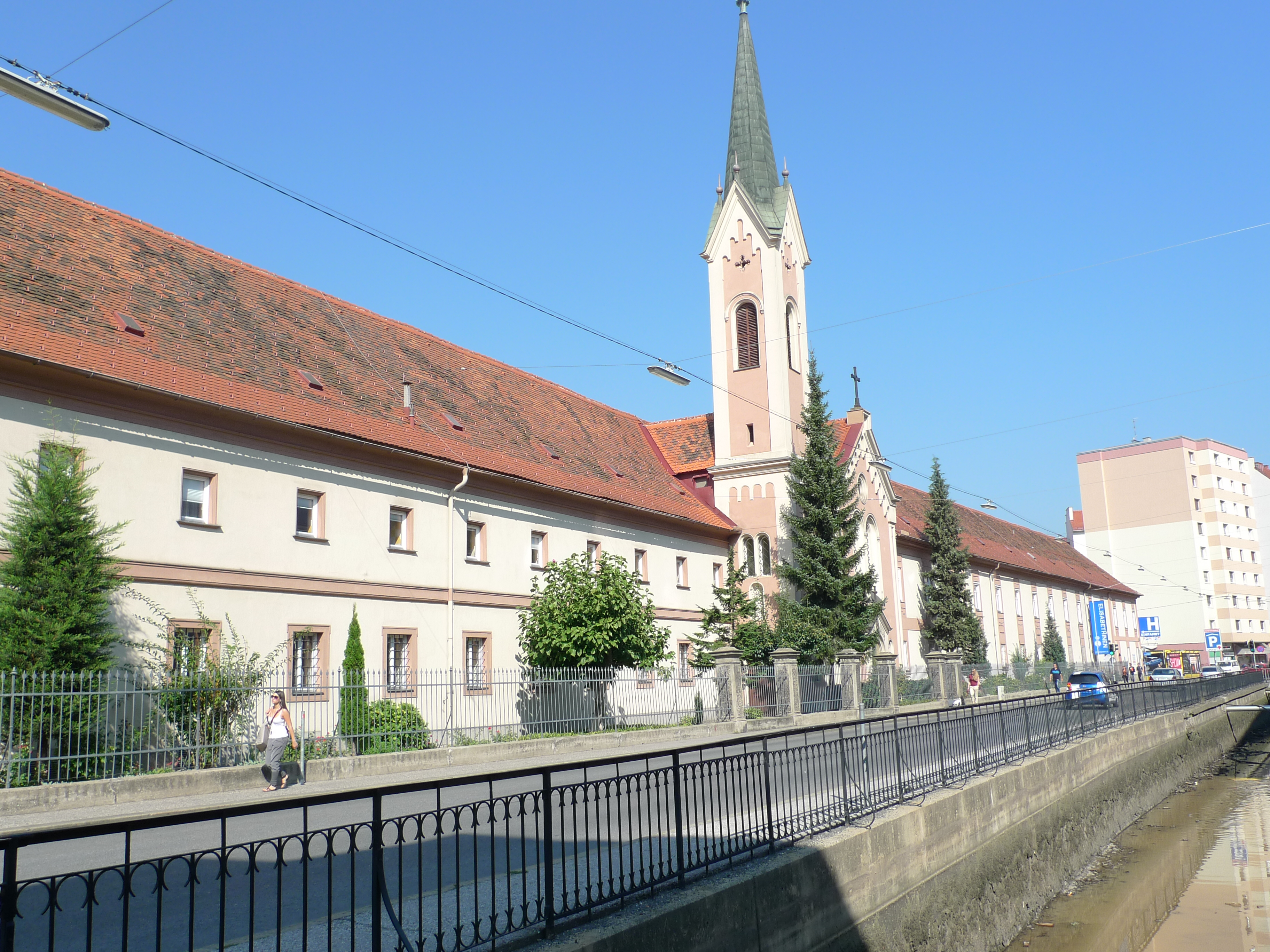
Graz Elisabethinenkonvent, Krankenhaus und Kirche 1694–1697

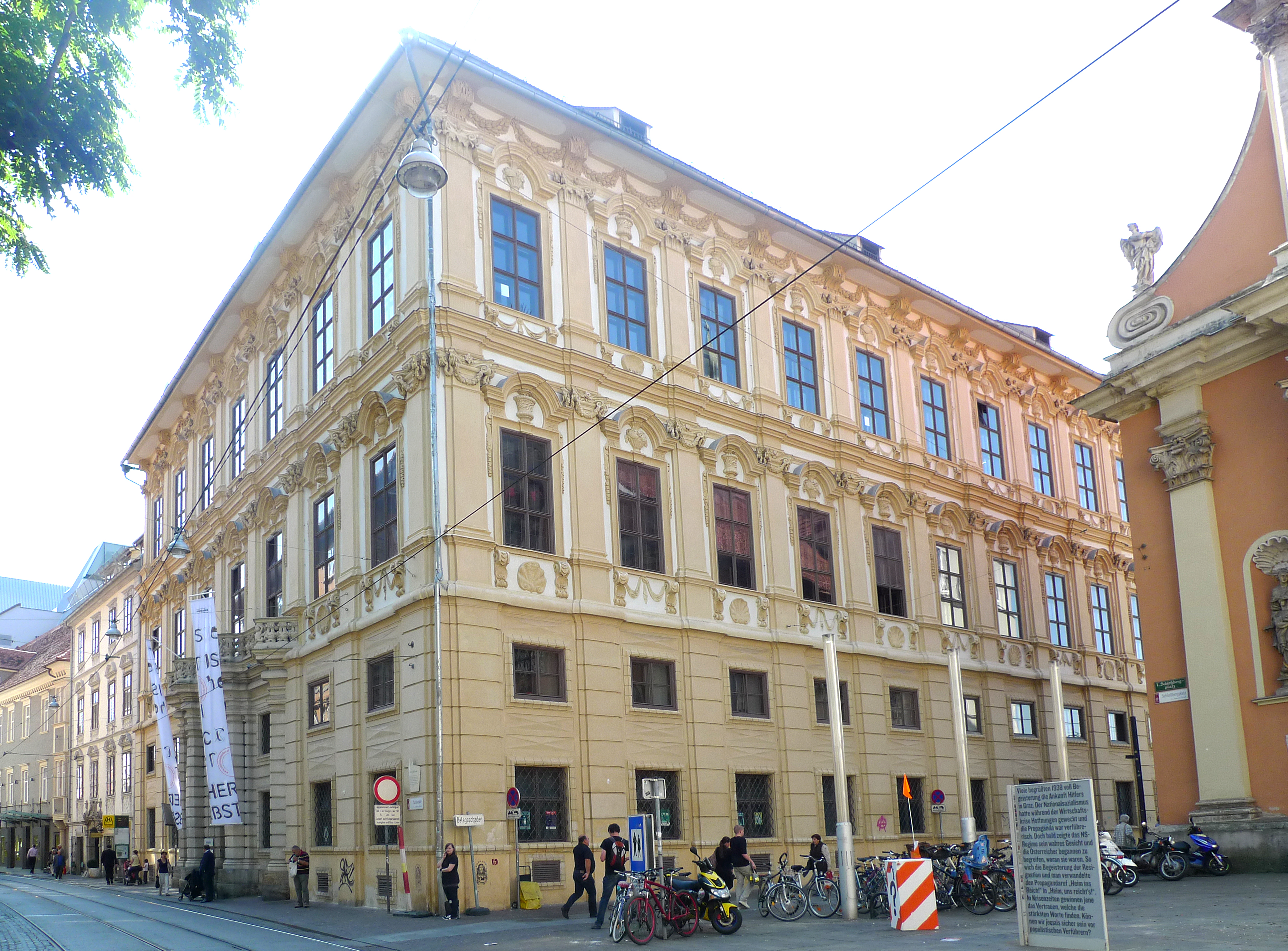
Graz Palais Attems Singerstraße 17 1702–1705

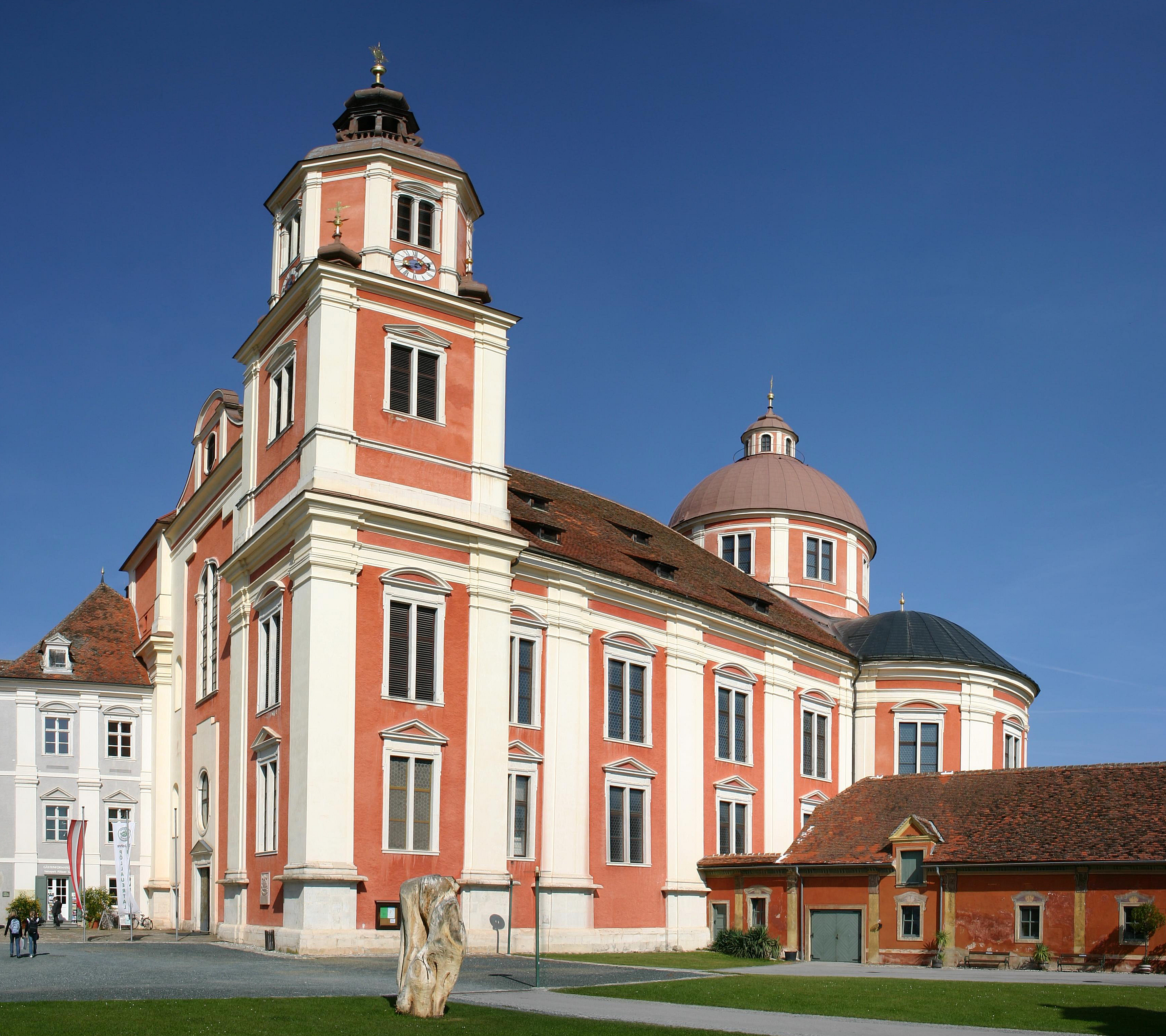
Stifts- und Pfarrkirche Pöllau

Joachim Carlone (* 22. Juli 1653 in Graz; † 1713 ebendort) war ein Mitglied der italienisch-schweizerischen Künstlerfamilie Carlone, ein österreichischer Architekt und landschaftlicher Maurermeister.

## Leben

### Familie und Ausbildung
Joachim Carlone war der einzige Sohn des Maurermeisters Franz Isidor Carlone und Frau Catharina Eva. 1667 lernte er das Maurerhandwerk beim Vater. 1671 erfolgte die Freisprechung und 1676 die Ernennung zum Meister. Als Mitarbeiter seines Vaters führte er dessen Baustellen zu Ende.

#### Nachkommen
- 1. Ehe 21. Februar 1677 mit Maria Katharina Pfaff Grazer Stadtpfarrkirche, die Söhne Leopold Joseph Carlone und Franz Anton Carlone.

### Landschaftlicher Maurermeister – Stadtmaurer
Die steirischen Stände bestellten 1666 den Vater Franz Isidor Carlone († 1684) zum „Landschaftlichen Maurermeister“, der für ihre Bauten verantwortlich war. Auch das Amt des „Stadtmaurers“ hatte er inne. Die Verordneten wählten als seinen Nachfolger den Baumeister Domenico Orsolino. Im November 1700 kamen diese wichtigen Funktionen an Meister Joachim Carlone.

## Werke

### Graz
Grazer Stadtpfarrkirche
- Aufbau einer Gruftanlage 1686/1687.[4]

Palais für Graf Sigmund von Stubenberg – Palais Welsersheimb
- Neubau des Palais durch Joachim Carlone von 1689 bis 1694.[5]

Meerscheinschlössl in der Mozartgasse
- Graf Balthasar Wagensberg ließ das Meerscheinschlössl nach Plänen von Joachim Carlone von 1689 bis 1694 umbauen. 1706 wurde die Außenfassade von Andreas Stengg gestaltet.

Palais Lengheimb in der Hans-Sachs-Gasse
- Um 1690 Auftrag von Graf Bernhard von Rindsmaul an Baumeister Joachim Carlone, das Palais zu bauen.[6]

Minoritenkloster
- Der sogenannte „Minoritensaal“, als „Sommerrefektorium“ für die Brüder 1691 begonnen, gestiftet von Fürst Johann Seyfried von Eggenberg (1644–1713), Baumeister war Joachim Carlone.[7][8]

Konvent und Kirche der Elisabethinen
- Carlone wurde gemeinsam mit Hofmaurermeister Bartholomäus Ebner verpflichtet, für die Ordensschwestern der Elisabethinen ab 1694 ein Kloster und Krankenhaus, und 1696 die zugehörige Elisabethinenkirche zu errichten, Sie betreuten zwei Baustellen gleichzeitig, Fertigstellung war 1697.[9][10][11]

Allerheiligenhaus Badgasse 1
- Umbau 1698–1701 nach Plänen von Joachim Carlone und Andreas Stengg[12]

Palais Attems Sackstraße 17 
- Graf Ignaz Maria Attems beauftragte Architekt Joachim Carlone 1702 mit dem Bau seines Stadtschlosses. Die Arbeiten dauerten bis 1716, als weiterer Baumeister wird Andreas Stengg vermutet.[13][14]

Admonterhof Badgasse 5
- 1705/06 Umbau des Osttraktes[15]

### Steiermark
Stiftskirche Pöllau Bezirk Hartberg
- 1701–1712 mit Remigius Horner Neubau der ehemaligen Stiftskirche, der Pfarrkirche hl. Veit in Pöllau[16][17]

Pfarrkirche Mooskirchen Bezirk Voitsberg
- Der Kirchturm wurde 1713 auf drei Geschosse erhöht und erhielt einen Zwiebelhelm mit Laterne.